# Liste der Bodendenkmäler in Heiligenhaus
Die Liste der Bodendenkmäler in Heiligenhaus enthält die denkmalgeschützten unterirdischen baulichen Anlagen, Reste oberirdischer baulicher Anlagen, Zeugnisse tierischen und pflanzlichen Lebens und paläontologischen Reste auf dem Gebiet der Stadt Heiligenhaus im Kreis Mettmann in Nordrhein-Westfalen (Stand: September 2020). Diese Bodendenkmäler sind in Teil B der Denkmalliste der Stadt Heiligenhaus eingetragen; Grundlage für die Aufnahme ist das Denkmalschutzgesetz Nordrhein-Westfalen (DSchG NRW).
| Bild | Bezeichnung                           | Lage                                              | Beschreibung | Bauzeit | Eingetragen seit | Denkmal- nummer |
| ---- | ------------------------------------- | ------------------------------------------------- | ------------ | ------- | ---------------- | --------------- |
| BW   | Brunnen                               | Heiligenhaus Laupendahler Weg 36 Karte            |              |         |                  | B1              |
| BW   | Historische Straßentrasse Heidestraße | Hetterscheidt/Leubeck Altstraße/Heidestraße Karte |              |         |                  | B2              |
| BW   | Brunnen                               | Leubeck Hauptstraße 177 Karte                     |              |         |                  | B3              |
|      | Kotten auf der Heiden                 | Heiligenhaus Ratinger Straße                      |              |         |                  | B4              |
| BW   | Brunnen                               | Leubeck Hefelmann-Park Karte                      |              |         |                  | B5              |